# Antichiroides nevinsoni
Antichiroides nevinsoni är en skalbaggsart som beskrevs av Fowler 1906. Antichiroides nevinsoni ingår i släktet Antichiroides och familjen Rutelidae. Inga underarter finns listade i Catalogue of Life.